# 梅加格爾 (阿拉巴馬州)
梅加格爾（英語：Megargel）是一個位於美國阿拉巴馬州門羅縣的非建制地區和人口普查指定地區。根據2010年美國人口普查，該地人口為62人，而該地的面積約為1.78平方千米。

## 地理
梅加格爾的座標為31°22′48″N 87°25′42″W / 31.38000°N 87.42833°W，而該地最高點為海拔高度120米（即390英尺）。